# Adenanthera pavonina

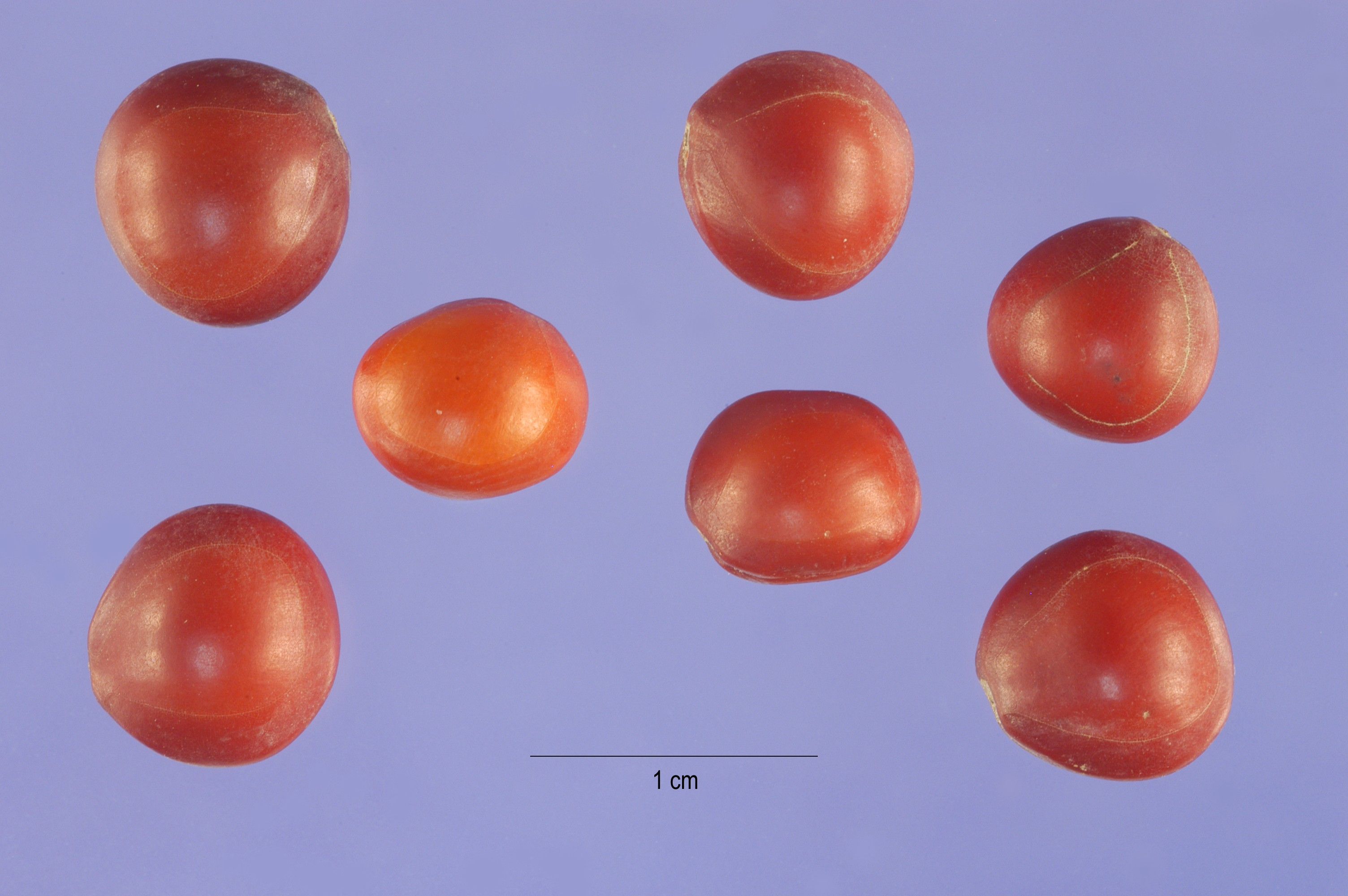
Semillas.

Adenanthera pavonina (coralitos de Cuba) es una especie de árbol, usado por su madera.

## Distribución y hábitat
Esta planta se encuentra en estado salvaje en la India, donde en cada idioma tiene su propio nombre (por ejemplo, en Kerala es conocido como Manchadi), y también se introdujo en los siguientes países de América: Brasil, especialmente en la vegetación de Caatinga; Costa Rica, Honduras, Cuba, Jamaica, Puerto Rico, Trinidad y Tobago, Venezuela, y los Estados Unidos, especialmente en el sur de Florida.

## Usos
Además, esta planta es útil para la fijación de nitrógeno, y es a menudo cultivada como forraje, planta medicinal, y planta ornamental que se utiliza como planta de jardín y arbolado urbano. Este árbol es común en los trópicos del Viejo Mundo, en particular en las costas de Maldivas. Por la belleza de las semillas, se usan como cuentas de collar, y también por sus cualidades nutritivas.  Las vainas son curvas y se encuentran colgando, cuando se abren  en dos mitades retorcidas,  revelan una semilla dura de color escarlata que se han utilizado desde tiempos remotos para pesar el oro.  Las hojas jóvenes se pueden cocinar y comer. La madera, que es muy dura, se utiliza en la construcción de embarcaciones y en la fabricación de muebles.
La medera después de hervida se utiliza para hacer jabón, también actúa como supurativo, y tiene propiedades contra el tumor.

## Taxonomía
Adenanthera pavonina fue descrita por Carlos Linneo  y publicado en Species Plantarum 1: 384. 1753.
Sinonimia:
- Adenanthera gersenii Scheff.
- Adenanthera polita Miq.
- Corallaria parvifolia Rumph.[4]